# Apocheiridium ferum
Apocheiridium ferum är en spindeldjursart som först beskrevs av Simon 1879.  Apocheiridium ferum ingår i släktet Apocheiridium och familjen dvärgklokrypare. Enligt den svenska rödlistan är arten nära hotad i Sverige. Arten förekommer på Gotland och Svealand. Artens livsmiljö är skogslandskap. Inga underarter finns listade i Catalogue of Life.